# Макс Тейлър
Макс Тейлър (на английски: Max Theiler) е южноафрикански вирусолог, носител на Нобелова награда за физиология или медицина.

## Биография

### Ранни години
Макс Тейлър е роден в Претория, Южна Африка. Баща му Арнолд Тейлър е ветеринарен бактериолог. Тейлър завършва мъжката гимназия в Претория, след което следва в Университетски колеж „Родис“ и Кейптаунския университет, който завършва през 1918 г. Напуска Южна Африка и заминава за Лондон, за да специализира.

### Научна дейност
Получава Нобелова награда за физиология или медицина през 1951 г. за изследванията си върху жълтата треска, в резултат на които създава ваксина против заболяването.